# Predore
Predore [predóre]  (Predùr en dialecte) est une commune italienne de 1 886 habitants de la province de Bergame, en région Lombardie. La ville se trouve à 36 kilomètres du chef-lieu.

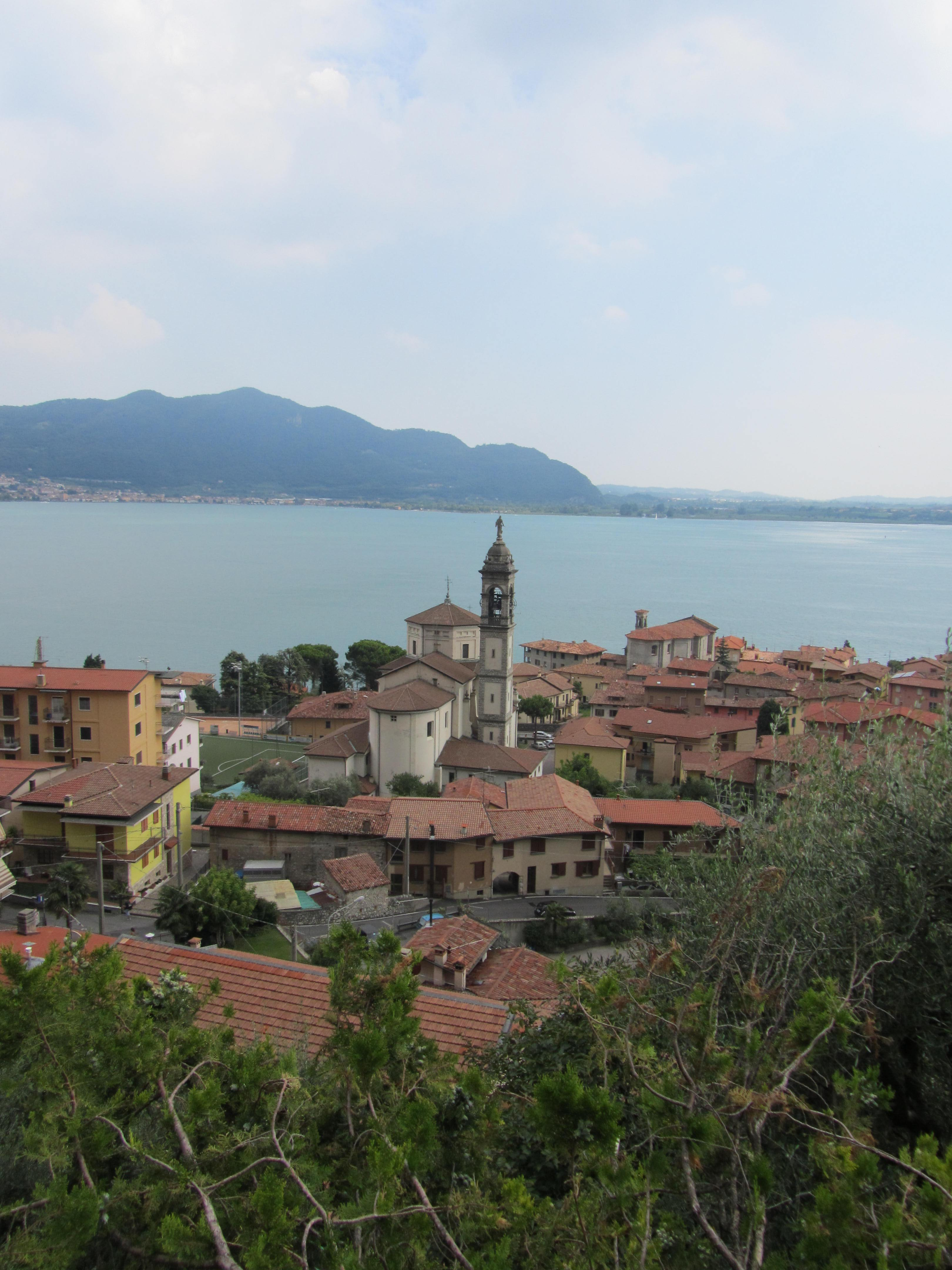

## Géographie

### Communes limitrophes
Iseo, Sarnico, Tavernola Bergamasca, Viadanica, Vigolo.

## Personnalités
- Leopoldo Girelli (1953), nonce apostolique au Indonésie (en), au Timor oriental (en), au Brunei (en), à Singapour (en) et en Malaisie (en), en Israël (en) et à Chypre (en) puis en Inde (en) et au Népal (en)